# Сент-Пітерсберг (Флорида)
Сент-Пітерсберг (англ. St. Petersburg | seɪnt ˈpiːtərzbərɡ |, скор. англ. St. Petersburg) — місто (англ. city) в США, в окрузі Пінеллас штату Флорида. Населення — 258 308 осіб (2020). Є другим за населенням містом у агломерації Тампи з населенням у 2 747 300 осіб (2009 рік). П'яте за населенням місто Флориди (після Джексонвілл, Маямі, Тампа та Орландо) на півдні півострова Пінеллас узбережжя між Мексиканською й Тампійською затоками; відомий морський курорт. Розташоване у повіті Пінеллас.
На півдні Сент-Пітерсберг зв'язаний мостом сонячної небесної дороги імені Боба Грема через Тампійську затоку з містом Брейдентон.
Скорочена назва міста — «Сент-Піт». Місто називають також «сонячнопроменевим містом» за 360 днів сонячних днів на рік.

## Географія
Сент-Пітерсбург розташований за координатами 27°45′43″ пн. ш. 82°38′39″ зх. д. / 27.76194° пн. ш. 82.64417° зх. д. (27.761976, -82.644055). За даними Бюро перепису населення США в 2010 році місто мало площу 356,38 км², з яких 159,91 км² — суходіл та 196,47 км² — водойми.

### Клімат
Сент-Пітерсбург має вологий субтропічний клімат. Місто іноді потерпає через тропічні шторми та урагани.
| Клімат : Сент-Пітерсбург | Клімат : Сент-Пітерсбург | Клімат : Сент-Пітерсбург | Клімат : Сент-Пітерсбург | Клімат : Сент-Пітерсбург | Клімат : Сент-Пітерсбург | Клімат : Сент-Пітерсбург | Клімат : Сент-Пітерсбург | Клімат : Сент-Пітерсбург | Клімат : Сент-Пітерсбург | Клімат : Сент-Пітерсбург | Клімат : Сент-Пітерсбург | Клімат : Сент-Пітерсбург | Клімат : Сент-Пітерсбург |
| Показник                 | Січ.                     | Лют.                     | Бер.                     | Квіт.                    | Трав.                    | Черв.                    | Лип.                     | Серп.                    | Вер.                     | Жовт.                    | Лист.                    | Груд.                    | Рік                      |
| Абсолютний максимум, °C  | 31,1                     | 32,2                     | 31,7                     | 33,3                     | 35,6                     | 37,2                     | 37,8                     | 37,2                     | 36,1                     | 35,6                     | 33,3                     | 32,8                     | 37,8                     |
| Середній максимум, °C    | 20,9                     | 21,9                     | 24,1                     | 27,1                     | 29,8                     | 31,4                     | 31,9                     | 31,8                     | 30,8                     | 28,5                     | 24,6                     | 21,9                     | 27,1                     |
| Середня температура, °C  | 16,9                     | 18,2                     | 20,4                     | 23,4                     | 26,3                     | 28,3                     | 28,9                     | 28,9                     | 28,1                     | 25,3                     | 21,0                     | 18,2                     | 23,7                     |
| Середній мінімум, °C     | 13,0                     | 14,4                     | 16,8                     | 19,7                     | 22,9                     | 25,2                     | 26,1                     | 26,2                     | 25,2                     | 22,0                     | 17,4                     | 14,4                     | 20,3                     |
| Абсолютний мінімум, °C   | −2,8                     | −2,2                     | −1,1                     | 7,2                      | 12,2                     | 16,1                     | 17,2                     | 18,3                     | 16,1                     | 8,3                      | 1,7                      | −5,6                     | −5,6                     |
| Днів з дощем             | 6,3                      | 6,1                      | 6,1                      | 4,2                      | 5                        | 10,3                     | 13,5                     | 14,2                     | 12                       | 5,9                      | 5                        | 5,5                      | 94,1                     |
| ------------------------ | ------------------------ | ------------------------ | ------------------------ | ------------------------ | ------------------------ | ------------------------ | ------------------------ | ------------------------ | ------------------------ | ------------------------ | ------------------------ | ------------------------ | ------------------------ |
| Джерело: NOAA            |                          |                          |                          |                          |                          |                          |                          |                          |                          |                          |                          |                          |                          |

## Демографія
Згідно з переписом 2010 року, у місті мешкало 244 769 осіб у 108 815 домогосподарствах у складі 59 121 родини. Густота населення становила 687 осіб/км². Було 129401 помешкання (363/км²).
Расовий склад населення:
| - 68,7 % — білих - 23,9 % — чорних або афроамериканців - 3,2 % — азіатів - 0,3 % — корінних американців - 0,1 % — вихідців з тихоокеанських островів - 1,4 % — осіб інших рас |

До двох чи більше рас належало 2,5 %. Частка іспаномовних становила 6,6 % від усіх жителів.
За віковим діапазоном населення розподілялося таким чином: 19,5 % — особи молодші 18 років, 64,8 % — особи у віці 18—64 років, 15,7 % — особи у віці 65 років та старші. Медіана віку мешканця становила 41,6 року. На 100 осіб жіночої статі у місті припадало 92,6 чоловіків; на 100 жінок у віці від 18 років та старших — 89,9 чоловіків також старших 18 років.
Середній дохід на одне домашнє господарство становив 64 977 доларів США (медіана — 45 748), а середній дохід на одну сім'ю — 81 282 долари (медіана — 59 541). Медіана доходів становила 42 050 доларів для чоловіків та 37 124 долари для жінок. За межею бідності перебувало 17,2 % осіб, у тому числі 27,9 % дітей у віці до 18 років та 11,3 % осіб у віці 65 років та старших.
Цивільне працевлаштоване населення становило 121 132 особи. Основні галузі зайнятості: освіта, охорона здоров'я та соціальна допомога — 24,7 %, науковці, спеціалісти, менеджери — 13,2 %, роздрібна торгівля — 12,6 %.

## Відомі жителі міста
- Джиммі Вейлз — інтернет-підприємець, ідеолог концепції вікі, засновник Вікіпедії.
- Марджорі Райс — домогосподарка, самодіяльна математикиня, відома відкриттями п'ятикутних мозаїк.

## Події
24 серпня 2016 року у місті відбулися урочисті заходи з нагоди святкування 25-ї річниці Дня незалежності України, під час яких у приміщенні Української Католицької Церкви Богоявлення Господнього представниками української діаспори у США встановлено та освячено меморіальну таблицю пам'яті військовослужбовцям Збройних сил України, які загинули за незалежність України під час проведення Антитерористичної операції на території Луганської та Донецької областей.